# Mycernus intermediatus
Mycernus intermediatus är en skalbaggsart som beskrevs av Given 1952. Mycernus intermediatus ingår i släktet Mycernus och familjen Melolonthidae. Inga underarter finns listade i Catalogue of Life.